# Братија дин Вале (Валча)
Братија дин Вале (рум. Bratia din Vale) насеље је у Румунији у округу Валча у општини Галича. Oпштина се налази на надморској висини од 220 m.

## Становништво
Према подацима из 2002. године у насељу је живело 472 становника, од којих су сви румунске националности.